# David Valero
David Valero Serrano (Baza, 27 dicembre 1988) è un mountain biker spagnolo, medaglia di bronzo nel cross country ai Giochi olimpici di Tokyo.

## Carriera
Nel 2021 ha vinto la medaglia di bronzo nel cross country ai Giochi olimpici di Tokyo. Nel 2022 ha invece vinto la prova statunitense di Coppa del mondo di cross country e la medaglia d'argento nel cross country Elite ai campionati del mondo a Les Gets.

## Palmarès

### Mountain bike
- 2013

Open de España XCO, Cross country (Valladolid)
- 2014

Copa Catalana Internacional, Cross country (Banyoles)
Open de España-Internacionales Ciudad de Valladolid, Cross country (Valladolid)
Open de España-Copa Catalana Internacional, Cross country (Vall de Lord)
- 2015

Open de España XCO, Cross country (Valladolid)
Trofeo Ciudad de Estella-Lizarra, Cross country (Estella)
Open de España XCO, Cross country (Jerez de la Frontera)
Campionati spagnoli, Cross country Elite
- 2016

Internacionales Ciudad de Valladolid, Cross country (Valladolid)
Copa Catalana Internacional, Cross country (Vall de Lord)
- 2017

Internacionales Ciudad de Valladolid, Cross country (Valladolid)
Superprestigio MTB, Cross country (Tibi)
Copa Catalana Internacional, Cross country (Girona)
Campionati spagnoli, Cross country Elite
- 2018

Superprestigio MTB, Cross country (Tibi)
Superprestigio MTB, Cross country (Estella)
Campionati spagnoli, Cross country Elite
Copa Catalana Internacional, Cross country (Vallnord)
- 2019

Mediterranean Epic, Cross country (Oropesa del Mar)
Andalucía Bike Race, Cross country (Linares)
Trofeu Internacional De Barcelona Supercup Massi, Cross Country (Barcellona)
Campionati spagnoli, Cross country Elite
Catalunya Bike Race, Cross country (Lleida)
- 2020

Mediterranean Epic, Cross country (Oropesa del Mar)
Campionati spagnoli, Cross country Elite
- 2021

Superprestigio MTB, Cross country (Arnedo)
Campionati spagnoli, Cross country Elite
Copa Catalana Internacional, Cross country (Vallnord)
- 2022

La Leyenda de Tartessos, Cross country (Huelva)
1ª prova Superprestigio MTB, Cross country (Elda)
3ª prova Superprestigio MTB, Cross country (Tibi)
David Valero - Baza Ced, Cross country (Granada)
Copa Catalana Internacional, Cross country (Vallnord)
Campionati spagnoli, Cross country Elite
7ª prova Coppa del mondo, Cross country (Snowshoe)
Avis
- 2023

Campionati spagnoli, Cross country Elite
- 2024

GP Candeleda-Gredos
Massi Baza
Campionati spagnoli, Cross country Elite

### Gravel
- 2025

La Indomable

## Piazzamenti

### Competizioni mondiali
- Campionati del mondo di mountain bike[3]

Lillehammer-Hafjell 2014 - Cross country Elite: 26º
Vallnord 2015 - Cross country Elite: 31º
Nové Město na Moravě 2016 - Cross country Elite: 8º
Cairns 2017 - Cross country Elite: 20º
Lenzerheide 2018 - Cross country Elite: 51º
Mont-Sainte-Anne 2019 - Cross country Elite: 26º
Leogang 2020 - Cross country Elite: 13º
Val di Sole 2021 - Staffetta a squadre: 14º
Val di Sole 2021 - Cross country Elite: 11º
Les Gets 2022 - Staffetta a squadre: 13º
Les Gets 2022 - Cross country Elite: 2º
Glasgow 2023 - Cross country Elite: 24º
Vallnord 2024 - Cross country Elite: 17º
Vallnord 2024 - Staffetta a squadre: 10º
- Campionati del mondo di mountain bike marathon

Grächen 2019 - Cross country marathon: 5º
Sakarya 2020 - Cross country marathon: 5º
Isola d'Elba 2021 - Cross country marathon: 11º
Stati Uniti 2023 - Cross country marathon: 3º
- Giochi olimpici

Rio de Janeiro 2016 - Cross country: 9º
Tokyo 2020 - Cross country: 3º
Parigi 2024 - Cross country: 10º

### Competizioni europee
- Campionati europei di mountain bike

St. Wendel 2014 - Cross country Elite: 21º
Chies d'Alpago 2015 - Cross country Elite: 20º
Chies d'Alpago 2015 - Staffetta a squadre: 8º
Huskvarna 2016 - Cross country Elite: 23º
Darfo Boario Terme 2017 - Cross country Elite: ritirato
Glasgow 2018 - Cross country Elite: 3º
Brno 2019 - Cross country Elite: 20º
Monte Tamaro 2020 - Cross country Elite: 34º
Novi Sad 2021 - Cross country Elite: 23º
Polonia 2023 - Cross country Elite: 5º
Danimarca 2024 - Marathon Elite: 2º